# Adam Kałuża

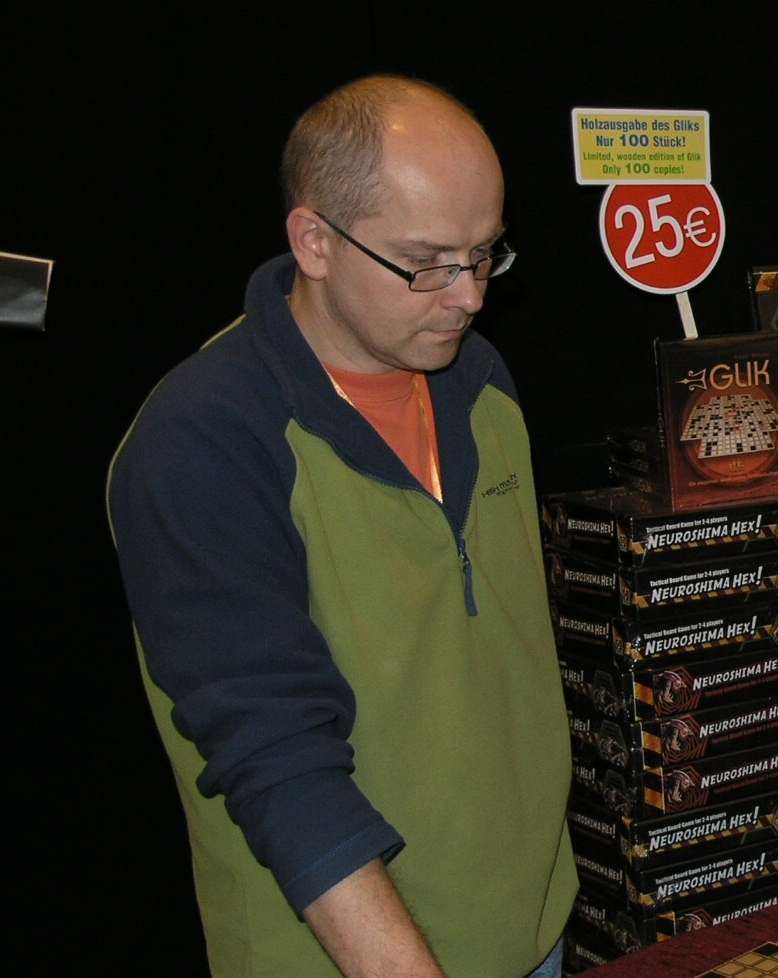
Adam Kałuża podczas targów Essen SPIEL 2007

Adam Kałuża (ur. 23 stycznia 1971 w Wodzisławiu Śląskim) – polski projektant gier planszowych. W 2012 roku jego K2, jako pierwsza gra polskiego autora, uzyskała nominację do nagrody Kennerspiel des Jahres.

## Gry
- Glik (2006)
- Mozaika (2006)
- 9tka (2007)
- Folko-Boks (2007)
- Skoki Narciarskie (2008)
- Hooop! (2008)
- Kajko i Kokosz – Wielki Wyścig (2009)
- Kraby (2009)
- K2 (2010)
- Qubix (2011)
- Drako (2011)
- K2: Broad Peak (2011) – dodatek
- K2: Lawina (2012) – dodatek
- 3, 2, 1... Start! (2012)
- Jaskinia (2012)
- Mount Everest (2013)
- Mr House (2014)
- Frogi (2017)
- K2: Lhotse (2018) – dodatek[2]
- Odyseja (2019)[3]
- Drako: Rycerze i Trolle (2019)[4]